# Allogalumna leleupi
Allogalumna leleupi är en kvalsterart som beskrevs av Balogh 1962. Allogalumna leleupi ingår i släktet Allogalumna och familjen Galumnidae. Inga underarter finns listade i Catalogue of Life.